# Johan Tolpo
Johan Simonis Tolpo, född 1684 i Åbo, dog 1740 i Björneborg. Kyrkoherde i Ulvsby, Åbo stift. Även prost i Birkala pastorat (1722) och Björneborg och Ulvsby pastorat (1733).
Han finns representerad i 1937 års psalmbok och antas vara översättaren av ett verk (nr 272).

## Psalmer
- O Gud, giv oss din Andes nåd (1937 nr 272) översatt 1720